# Mycobates incurvatus
Mycobates incurvatus är en kvalsterart som beskrevs av Hammer 1952. Mycobates incurvatus ingår i släktet Mycobates och familjen Punctoribatidae. Inga underarter finns listade i Catalogue of Life.